# Alfred Hemming
Alfred Stewart Hemming (ur. 7 sierpnia 1895, zm. ?) – angielski as myśliwski okresu I wojny światowej. Odniósł 8 zwycięstw powietrznych.
Alfred Stewart Hemming służył w RFC i po przejściu kursu pilotażu, w listopadzie 1917 roku, został przydzielony do dywizjonu No. 41 Squadron RAF. W jednostce odniósł 8 potwierdzonych zwycięstwa powietrznych, wszystkie na samolocie Royal Aircraft Factory S.E.5. Pierwsze zwycięstwo odniósł 8 stycznia 1918 roku, ostatnie 12 sierpnia. Był to Fokker D.VII. 